# Jasper (Georgia)
Jasper – miasto w Stanach Zjednoczonych, w stanie Georgia, siedziba administracyjna hrabstwa Pickens.